# Chrysoprasis viridis
Chrysoprasis viridis là một loài bọ cánh cứng trong họ Cerambycidae.